# Brad Hall (Schauspieler)

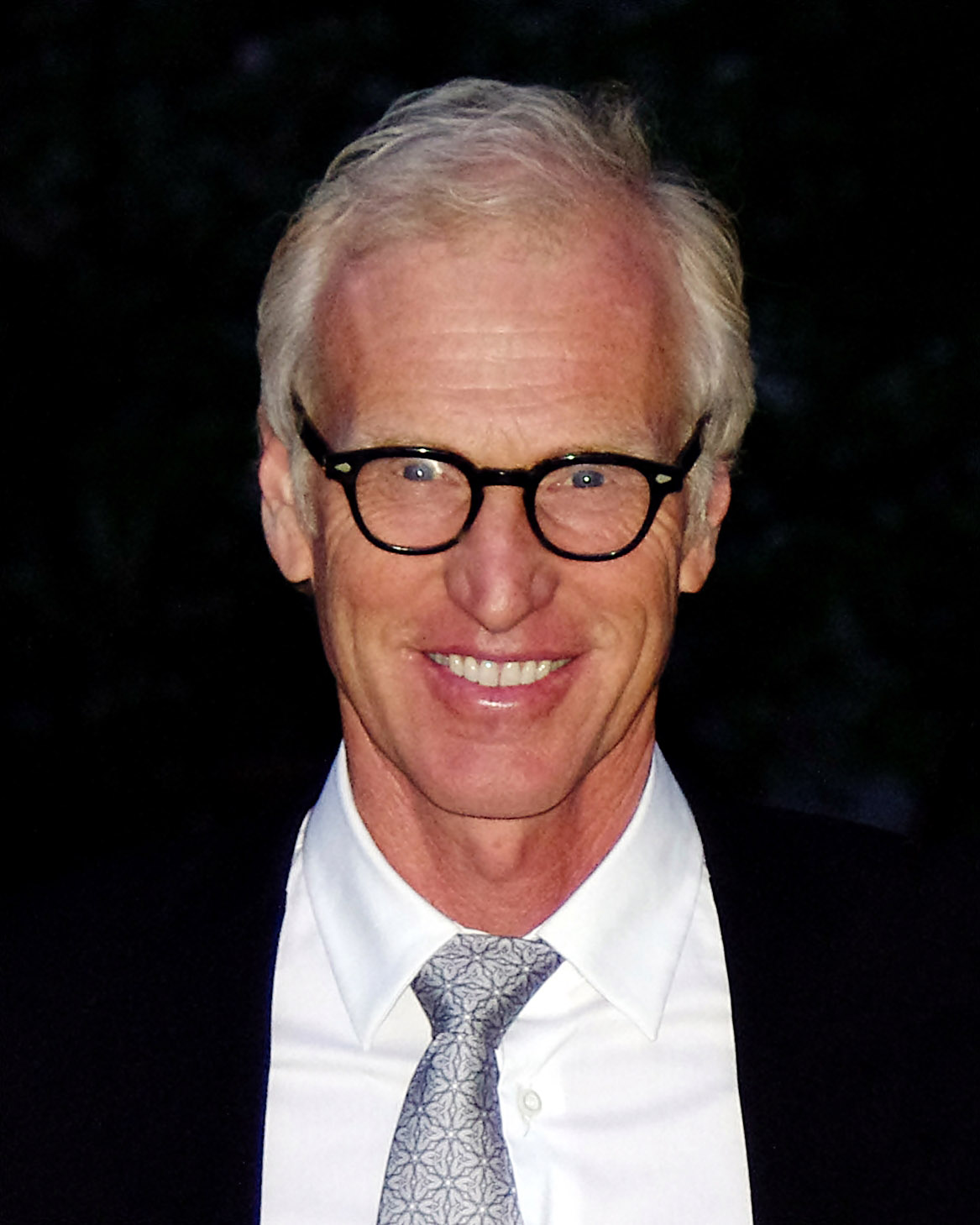
Brad Hall (2012)

William Brad Hall (* 21. März 1958 in Santa Barbara, Kalifornien) ist ein US-amerikanischer Schauspieler und Drehbuchautor.

## Leben
William Brad Hall studierte an der Northwestern University, wo er 1980 seinen Abschluss machte. Während des Studiums lernte er die spätere Schauspielerin Julia Louis-Dreyfus kennen, die er 1987 heiratete und mit der er zwei gemeinsame Kinder hat. Beide spielten auch von 1982 bis 1984 gemeinsam bei der Livefernsehshow Saturday Night Live mit. Hall blieb bis 2006 erst festes und später in unregelmäßigen Abständen auftretendes Ensemblemitglied. Während dieser Zeit trat er als Nachrichtensprecher und Parodist von Persönlichkeiten wie John DeLorean, John Hinckley, Jr., Noel Paul Stookey, Pete Best, Walter Mondale, William F. Buckley und John Lennon auf.
Parallel dazu arbeitete Hall als Schauspieler beim Film, schrieb Drehbücher zu Filmen wie Boris und Natasha – Dümmer als der CIA erlaubt, schuf die Sitcom Ein Single kommt immer allein und produzierte die Fernsehserie Watching Ellie.

## Filmografie (Auswahl)
Schauspieler
- 1982–2006: Saturday Night Live (Fernsehserie, 40 Episoden)
- 1986: Troll
- 1989: Drei Betten für einen Junggesellen (Worth Winning)
- 1989: Limit Up – Zum Teufel mit den Kohlen (Limit Up)
- 1990: Das Kindermädchen (The Guardian)
- 1995: Bye Bye, Love
- 1998: Das große Krabbeln (A Bug’s Life, Stimme)
- 2005: Frau mit Hund sucht … Mann mit Herz (Must Love Dogs)
- 2010: Love Shack

Drehbuchautor
- 1992: Boris und Natasha – Dümmer als der CIA erlaubt (Boris and Natasha, Fernsehfilm)
- 1995–1997: Ein Single kommt immer allein (The Single Guy, Fernsehserie, Schöpfer, Produzent und Drehbuchautor)
- 2002–2003: Watching Ellie (Fernsehserie, 11 Folgen)